# Orazio Maffei
Orazio Maffei  (né en 1580 à Rome, alors la capitale des États pontificaux, et mort le 11 janvier 1609 à Rome), est un cardinal italien de l'Église catholique de la XVIIe siècle, nommé par le pape Paul V. Il est un neveu des cardinaux Bernardino Maffei (1549) et Marcantonio Maffei (1570) et le cousin du cardinal Marcello Lante (1606).

## Biographie
Maffei est clerc à la chambre apostolique et gouverneur de Civitavecchia.
Le pape Paul V le crée cardinal lors du consistoire du 11 septembre 1606. En 1607 il est élu archevêque de Chieti et est consacré le 16 septembre de la même année par le cardinal Marcello Lante avec comme co-consécrateurs Metello Bichi et Girolamo Porcia (it)